# Салиновец
Салиновец је насељено место у Републици Хрватској у Вараждинској жупанији. Административно је у саставу града Иванца. Простире се на површини од 4,76 км2
Салиновец се налазе 17 км југозападно од центра жупаније Вараждина, a 3 км од северног дела планине Иваншчице.

## Становништво
На попису становништва 2011. године, Салиновец је имао 512 становника.
Према попису становништва из 2001. године у насељу Салиновец живело је 512 становника. који су живели у 145 породичних домаћинстава Густина насељености је 107,56 становника на км2
Кретање броја становника по пописима 1857—2001.
| година пописа  | 1857. | 1869. | 1880. | 1890. | 1900. | 1910. | 1921. | 1931. | 1948. | 1953. | 1961. | 1971. | 1981. | 1991. | 2001. |
| бр. становника | 222   | 226   | 261   | 331   | 373   | 492   | 513   | 567   | 679   | 663   | 590   | 588   | 538   | 500   | 512   |

Напомена:У 2001. повећано за део подручја насеља Иванечки Врховец у којему је садржан део података од 1857. до 1991.

## Попис1991.
На попису становништва 1991. године, насељено место Салиновец је имало 500 становника, следећег националног састава:
| Попис 1991.‍  | Попис 1991.‍  | Попис 1991.‍ | Попис 1991.‍ | Попис 1991.‍ |
| ------------ | ------------ | ----------- | ----------- | ----------- |
|              |              |             |             |             |
| Хрвати       | Хрвати       |             | 497         | 99,40%      |
| Словенци     | Словенци     |             | 1           | 0,20%       |
| неопредељени | неопредељени |             | 1           | 0,20%       |
| непознато    | непознато    |             | 1           | 0,20%       |
| укупно: 500  |              |             |             |             |